# Polyforum Cultural Siqueiros

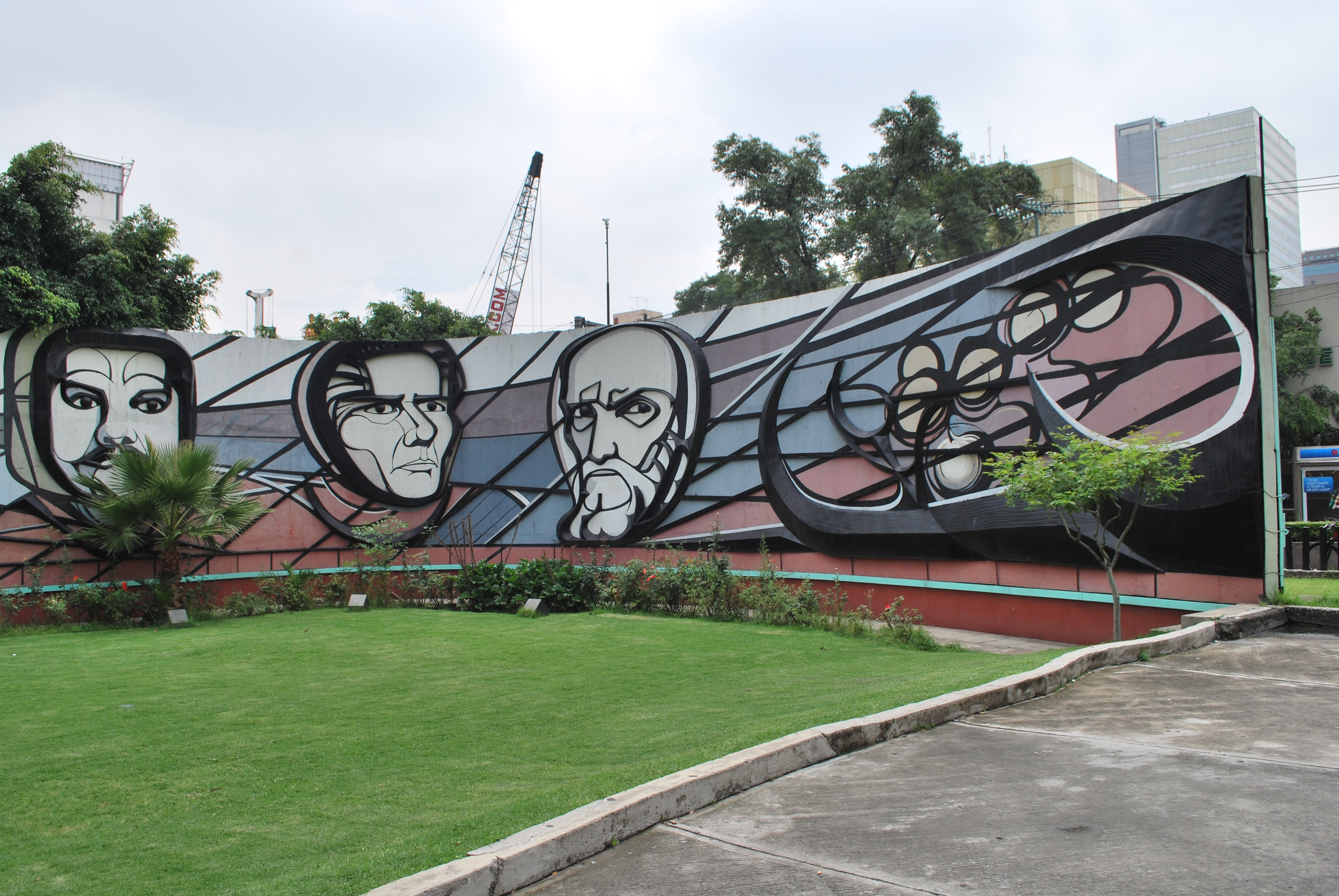
Vista de la pared exterior, al aire libre.

El Polyforum Cultural Siqueiros es un recinto ubicado sobre la Avenida de los Insurgentes en la Ciudad de México, junto al complejo World Trade Center. Dedicado a la manifestación de las artes, es un sitio muy conocido tanto por su localización, entre la Colonia Nápoles y la Colonia Del Valle, como por el mural que lo edifica, La marcha de la humanidad de David Alfaro Siqueiros, en cuyo honor Manuel Suárez y Suárez bautizó al recinto, el cual es llamado "el más grande del mundo".

## Características
Entre las instalaciones del Polyforum Siqueiros se encuentra La Marcha de la Humanidad, gran mural que cubre todas las paredes y el techo del Foro Universal, y se considera el mural más grande del mundo. El trabajo muestra la evolución de la humanidad del pasado al presente, así como una visión del futuro, el edificio también tiene un teatro llamado "Teatro Polyforum", exhibiciones de arte y eventos diversos. Al igual que el resto del complejo World Trade Center México, el Polyforum Siqueiros aprovecha los servicios de la estación Polyforum del Metrobús, ubicada a unos metros de distancia.

## Foro Universal
Es una bóveda de 900 metros cuadrados de superficie y 2400 metros cuadrados completamente decorados por el Mural de La Marcha de la Humanidad el cual es el mural más grande del mundo. En este foro, se ofrece un espectáculo de luz y sonido en donde una plataforma central de 24 metros de diámetro gira mientras una grabación del propio David Alfaro Siqueiros narra el mural y su significado, el foro mide 11 metros de altura.

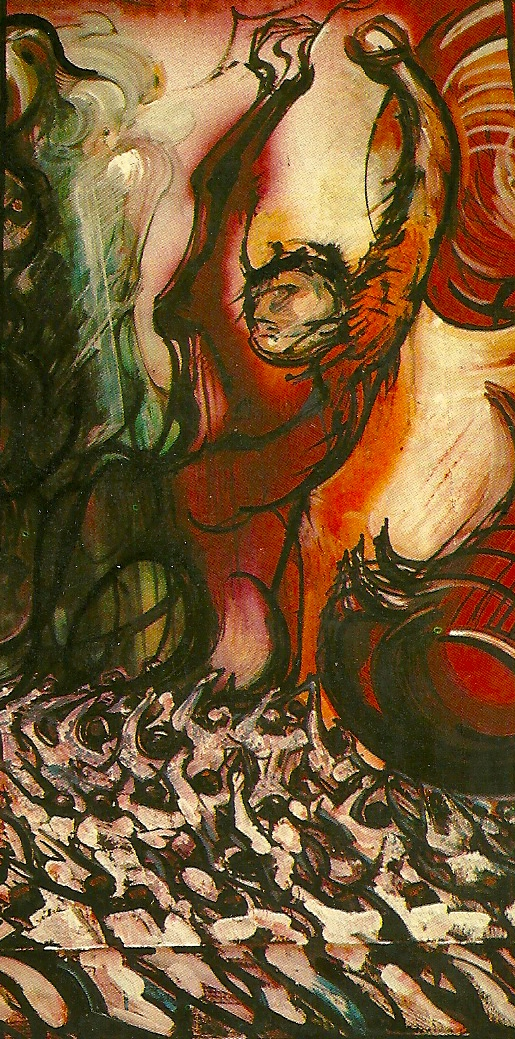
Fragmento del mural La Marcha de la Humanidad.

## Teatro Polyforum

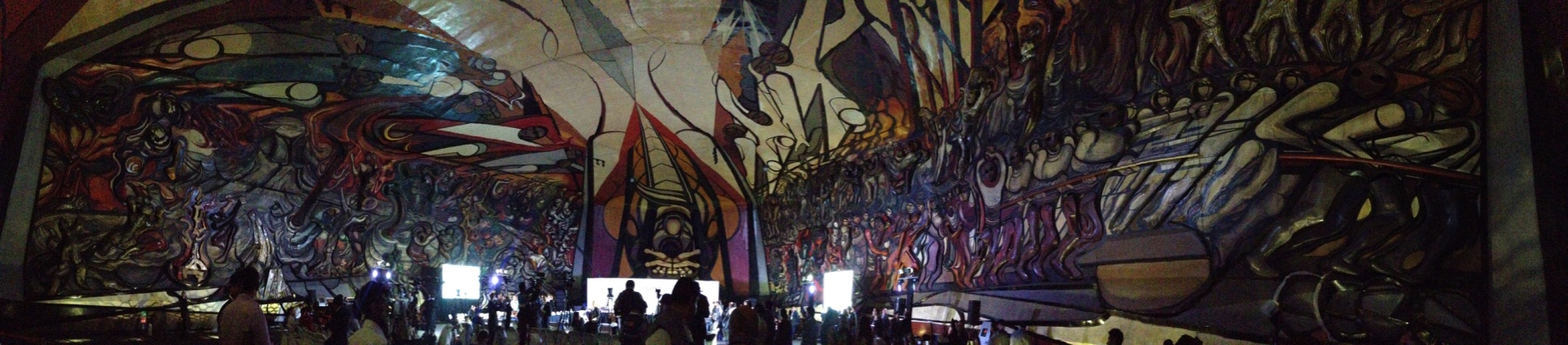
Vista panorámica interna del mural.

Este teatro es uno de los pocos en el mundo de forma circular al estilo griego.
Ha albergado a varias puestas en escena entre las que destaca "Diario de un loco" la cual fue una de las más taquilleras en el recinto.

### Mural de la fachada exterior
La fachada en forma de dodecaedro, pintada en negro, cuenta con doce paneles los cuales sirven cada uno para un mural distinto:

### El Liderato
En él se encuentra un líder que levanta las manos hacia arriba para invitar a las masas al triunfo. Las personas que lo siguen, dibujadas de forma esquemática, se encuentran en la parte inferior con las manos levantadas hacia el líder, signo de lealtad y proyección al futuro. 
El fondo es verde, y blanco y hay una campana roja, todo esto como símbolo de la Independencia de México.
Además, el líder invita también al espectador a ingresar al interior del recinto, para ser más exactos, a ver el mural interior que se encuentra en el Foro Universal.

### Árbol seco y árbol renacido (El Medio Ambiente y la Ecología)
Aquí se muestra un árbol seco y otro que apenas reverdece. Simbolizan la esperanza y la desesperanza de la humanidad como en el mural del "Árbol del amate" que se encuentra en el Foro Universal. Es la representación de la esperanza en proceso de surgimiento.

### El Circo
Es representado por una figura, posiblemente una mujer, que se encuentra haciendo un acto de equilibrio en una cuerda floja. La escena es vista desde lo alto de la carpa y se pueden ver a los espectadores representados como esferas siempre con el trazo característico de Siqueiros. Significa el tránsito del espectáculo de una forma de diversión a un valor integral de la cultura.

### Alto a la agresión
Este mural tenía como única finalidad hacer un llamado a la guerra de Vietnam que se llevaba a cabo cuando fue pintado. Es representado por un hombre y una mujer que se unen y levantan la mano para rechazar la guerra y la masacre.

### Decálogo
Este mural es representado por Moisés el cual junta sus 2 grandes manos. Su cara es seria y firme y está dibujada por figuras geométricas, originalmente este mural iba a tener una figura femenina llamada la "Madre Dinamita" de significado antiyanqui. Pero dado que el Hotel de México que se localiza a un costado, podía albergar visitas judías, Manuel Suárez, su mecenas en aquel entonces, le recomendó cambiar el tema. La Madre Dinamita compartiría rasgos esenciales a la Corregidora que pintó en el mural Patricios y Patricidas en la Ex Aduana de Santo Domingo, el mural quedó inconcluso dado que le faltan la estructura metálica que tienen los otros murales.

### El Cristo líder
Es el mural más dramático de la serie. Aquí se muestra a Cristo en agonía, ensangrentado y con las manos atadas enseñándolas al espectador. Cristo voltea desesperado a la izquierda viendo como el mundo se destruye a sí mismo y se da cuenta de que su sacrificio ha sido en vano.

### La danza
Se muestra un holocausto o ritual prehispánico previo a un sacrificio. El ritual es realizado mediante una danza. Los bailarines, con sus grandes penachos (que ocupan gran parte del mural) bailan debajo de la víctima la cual solo espera su final. El movimiento es sugerido por varias piernas pintadas de forma abastracta que dan la impresión de velocidad, estilo muy similar al futurismo.

### La Huida
Este mural es muy sencillo. Una mujer huye desesperada y angustiada de un holocausto. Al mismo tiempo, invita al espectador a que lo acompañe y escape de un sistema económico injusto que solo conducirá a la destrucción. Significa el sacrificio por la liberación. 

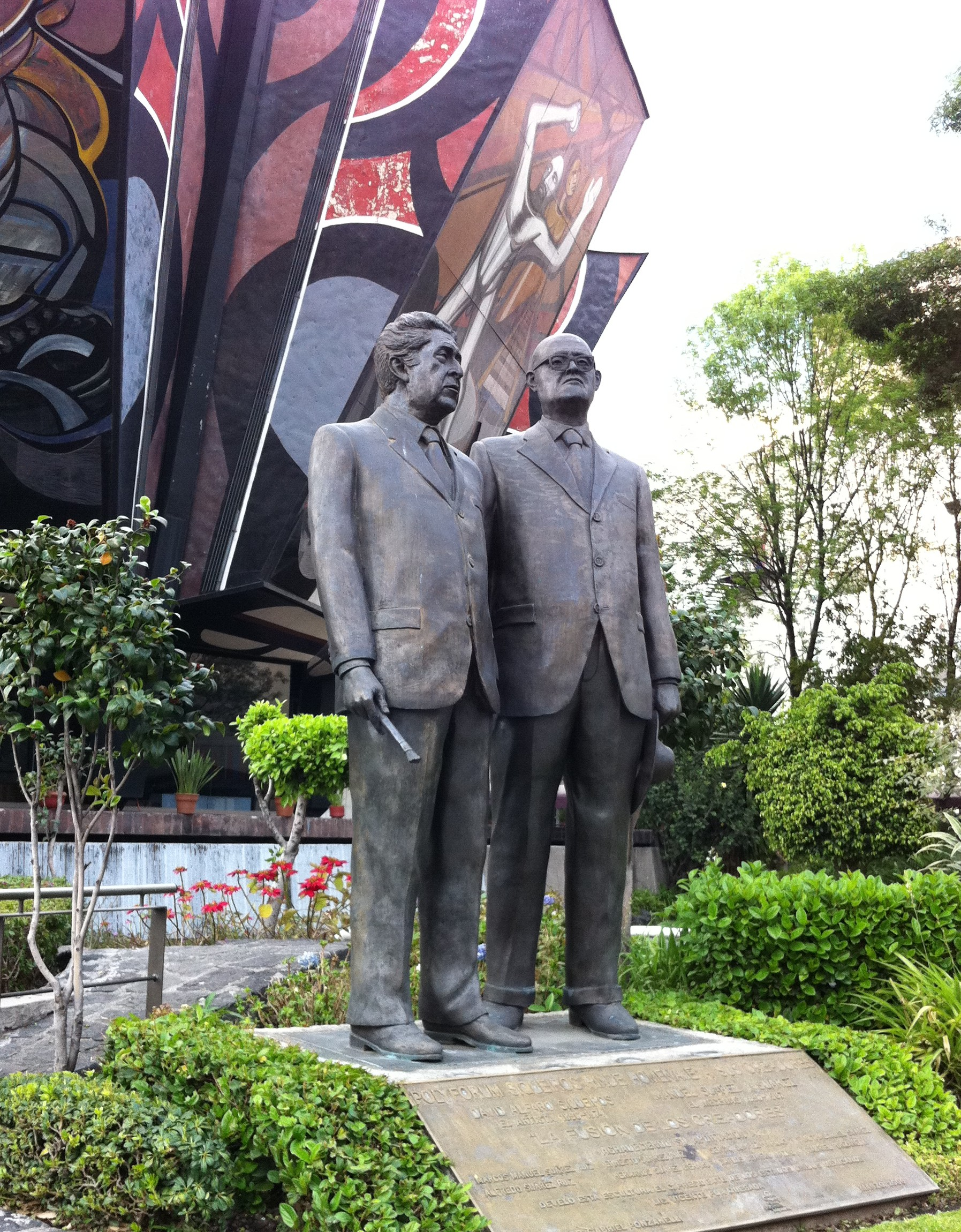
Escultura de David Alfaro Siqueiros y Manuel Suárez y Suárez.

### El Invierno y el Verano (Mitología)
Es otra alegoría muy similar a la del segundo mural del "Árbol seco y el árbol renacido", pues también es símbolo de la esperanza y la desesperanza.
El invierno es representado por una mancha blanca y gélida que simboliza a su vez una etapa estática, la resignación que al mismo tiempo es un drama de la humanidad.
El verano, en contraparte, es una mancha roja, cálida y brillante. Simboliza el momento en el que el hombre vuelve a humanizarse.

### El mestizaje: drama de la conquista
Es representado por Hernán Cortés y la Malinche. Cortés marcha desnudo sobre una pirámide circular y la Malinche lo sigue distraída, originalmente, las figuras eran el Tío Sam y una vietnamita.

### La música
La música es representada por 3 grupos de círculos concéntricos que aluden al sonido. Debajo de ellos está el compositor el cual, es representado con muchas caras para aludir a las distintas etapas de la música.

### El átomo
Presenta un significado bueno y otro negativo de esta partícula. A la derecha hay una explosión atómica que ilumina a todo el mural. De forma opuesta, un grupo de hombres, se abrazan mirando al protón que está delante de ellos, listos para usarlo por el bien de la Humanidad.